# Третья Македонская война
Третья Македонская война (171 до н. э. — 168 до н. э.) — война между Македонским царством и Римской республикой, часть Македонских войн. Война завершилась полным поражением Македонии и её уничтожением как государства.

## Предыстория
В 179 до н. э. умер царь Филипп V Македонский, и к власти пришёл его сын Персей. Персей женился на Лаодике, дочери Селевка IV, царя Сирии, увеличил численность своей армии и заключил союз с Эпиром, некоторыми племенами Иллирии и царём одрисов Котисом IV. Также он восстановил старые связи с греческими полисами. Так как правящие олигархические круги греческих государств стояли за поддержку Рима, Персей обратился к демократам. Царь объявил, что он собирается восстановить былое могущество и процветание своей державы. Эта политика получила поддержку среди греческих городов, которые не желали покоряться Риму.
Рим весьма обеспокоился опасностью того, что Персей сможет уничтожить римское влияние в Греции и восстановить былое верховенство Македонии среди греческих полисов. Царь Пергама Евмен II, ненавидевший Македонию, обвинил Персея в нарушении условий римско-македонского соглашения о мире. Римляне, напуганные изменением баланса сил в регионе, объявили Македонии новую войну. Не готовый к начавшейся войне, Персей начал колебаться и упустил время для того, чтобы перетянуть на свою сторону всю Грецию. В результате римская дипломатия добилась того, что ненавидевшие римлян греки все как один выставили вспомогательные отряды. На стороне Персея осталось только несколько незначительных беотийских городов.

## Ход войны
Начало войны выдалось удачным для Персея. В битве при Лариссе он смог одолеть армию Публия Лициния Красса, но из-за вмешательства Квинта Марция Филиппа, уверявшего Персея, что Рим не хочет войны и предлагает переговоры, потерял время и дал возможность римлянам спокойно отступить к морю. На правах победителя он предложил Риму мир, но это предложение было отклонено. В римских войсках начались проблемы с дисциплиной, и римские полководцы долго не могли найти способа успешно вторгнуться в Македонию. Между тем Персей разбил другую римскую армию, стоявшую в Иллирии. Одновременно он пытался одолеть Пергамское царство, но эта попытка осталась безуспешной. В 169 до н. э. Квинт Марций Филипп, теперь уже в должности консула, пересёк Олимп и вторгся в Македонию. Однако его армия оказалась слишком измотанной трудным переходом, и от решающей битвы Марций уклонился. Наконец, в 168 до н. э. командование римским войском получил консул Луций Эмилий Павел — немолодой уже человек, отличавшийся твёрдостью духа, честностью и неподкупностью. Он быстро восстановил дисциплину в войсках и в результате удачных действий вытеснил Персея из горных проходов.
22 июня 168 до н. э. близ города Пидна состоялась битва, решившая исход этой войны. Битва началась со стремительной атаки фаланги, которая смяла римские легионы и обратила их в бегство. Но во время преследования по гористой местности строй фаланги разорвался, и развернувшиеся легионы, врубившись в фалангу, менее чем за час перебили почти всё македонское войско. Кроме того, поражению македонян способствовало то, что их сильная конница, которая могла бы переломить исход сражения, почему-то почти не приняла участие в битве. Македоняне потеряли до 20 тыс. человек убитыми, а 11 тыс. было взято в плен.
Персей бежал с поля боя одним из первых, но вскоре, покинутый всеми своими сторонниками, вынужден был сдаться римлянам и умер через несколько лет в тюрьме в Альбе.

## Итоги
В результате войны Македония как государство была уничтожена. На её бывшей территории римляне в буквальном смысле осуществили политику «разделяй и властвуй»: Македония была разделена на четыре области, напоминавшие республики или союзы городов по образцу греческих. Между ними римляне запретили всякие экономические, политические и даже семейные связи: заключать браки и приобретать недвижимое имущество можно было только внутри одной области. Этим «республикам» запрещено было иметь собственные военные силы. Только на севере сохранялся военный контингент с целью защиты от варваров. Также они были обложены данью в пользу Рима в размере половины налога, который они прежде платили царю. Такая же политика была проведена римлянами и в Иллирии, царь которой был союзником Персея.
Все бывшие македонские царские чиновники были выселены в Италию и им за попытку вернуться на родину наказанием была установлена только смерть. В Греции все бывшие сторонники Персея подвергнуты были жестокому преследованию, многие из них были казнены. Поддержавший Персея Эпирский союз был распущен, а Эпир по приказу римского сената был разгромлен и совершенно опустошён, 150 тысяч эпиротов были проданы в рабство. При этом господствовавшее в Эпире крупное племя молосцев было полностью порабощено и исчезло со страниц истории. Эпир же был полностью опустошён, и ему понадобилось целых два века, чтобы оправиться от этого страшного удара.
Но и греческие союзники Рима не получили желаемых наград, поскольку утвердившись на Балканах, отныне римляне признавали только полное подчинение себе.